# Георг Кристоф Грот
Георг Кристоф Грот (на немски: Georg Christoph Grooth) е германски художник, работил главно в Русия.
Роден е на 21 януари 1716 година в Щутгарт, херцогство Вюртемберг, в семейството на придворния художник Йохан Кристоф Грот. Негов по-малък брат е художникът Йохан Фридрих Грот. След престои в Прага (1739) и Ревел (1741 – 1743) става придворен художник в императорския двор в Санкт Петербург. Там рисува главно портрети на висши аристократи, сред които бъдещите императори Петър III и Екатерина II.
Георг Кристоф Грот умира на 28 септември 1749 година в Санкт Петербург.
- Великата княгиня Екатерина Алексеевна (бъдещата Екатерина II).
- Княз Василий Долгоруков
- Фридрих Вилхелм фон Бергхолц
- Петър Фьодорович (бъдещият Петър III)